# Rai 3
Rai 3 este cel de-al treilea canal al RAI, lansat la 15 decembrie 1979.